# Abbas Katouzian
Abbas Katouzian (Teherán, 1923 – Teherán, 12 de abril de 2008) fue un pintor y artista iraní.

## Biografía
Katouzian estudió historia del arte durante su juventud y eligió Kamalolmolk como su mentor. Siguió a este último en el desarrollo del movimiento realista en Irán. Su trabajo apareció en cinco exposiciones en Estados Unidos, una en Londres y dos en Francia.
En 1973 Katouzian participó en una exposición conjunta en la Asamblea Consultiva Nacional con las obras de Kamalolmolk. Las pinturas de Katouzian han aparecido en más de 200 revistas de todo el mundo.
Uno de sus cuadros más famosos y más reproducidos es la "Niña kurda".
Katouzian estaba en plena exposición en Teherán para mostrar sus cincuenta años de creatividad artística en abril de 2008 cuando murió en su casa.